# Harry Hughes (cầu thủ bóng đá, sinh năm 1929)
Harold James Hughes (8 tháng 10 năm 1929 - 15 tháng 10 năm 2013) là một cầu thủ bóng đá người Anh. Các câu lạc bộ bao gồm Chelsea, Bournemouth và Gillingham, nơi ông có hơn 200 trận ở Football League. Ông từng là đội trưởng của đội hình Bournemouth đánh bại Wolverhampton Wanderers và Tottenham Hotspur và thất bại trước Manchester United ở tứ kết Cúp FA năm 1957.